# Psyche (baśń)
Psyche (duń. Psychen, współ. duń. Psyken) – baśń literacka autorstwa Hansa Christiana Andersena, wydana po raz pierwszy w Kopenhadze w 1861 roku.
Baśń została przetłumaczona na szereg języków europejskich. Polskie tłumaczenie z języka duńskiego autorstwa Bogusławy Sochańskiej ukazało się w 2006 roku.

## Publikacja
Andersenowska baśń literacka Psyche została po raz pierwszy opublikowana 25 listopada 1861 roku w Kopenhadze przez wydawnictwo C.A. Reitzel w antologii Nowe baśnie i opowieści. Druga seria. Druga kolekcja. 1862 (duń.  Nye Eventyr og Historier. Anden Række. Anden Samling. 1862)  razem ze Ślimakiem i krzewem róży, Lodową Panią (duń. Iisjomfruen) i Motylem. Pisarz zadedykował cały zbiór poecie Bjørnstjerne Bjørnsonowi. W katalogu dzieł Hansa Christiana Andersena autorstwa B.F. Nielsena Psyche opatrzona jest numerem 830. Utwór został dwukrotnie wznowiony za życia pisarza w 1867 i w 1871 roku. Wydanie z 1871 roku ilustrował Lorenz Frølich.
Hans Christian Andersen odwiedził Rzym co najmniej trzy razy: od października 1833 do czerwca 1834 roku (dzięki stypendium królewskiemu), na przełomie 1840 i 1841 roku, w 1861 roku (podróż do Neapolu i na Sycylię). Informacje o wizytach znajdują się w wydanych pośmiertnie Dziennikach, powieści Improwizator (z motywami podróżniczymi) oraz w Listach z podróży. W Dziennikach pod datą 5 maja 1861 pisarz odnotował zwiedzenie w Rzymie klasztoru i nekropoli kapucynów, ze szkieletami zakonników ubranymi w habity. Wieczorem tego samego dnia podczas przedstawienia w Teatrze Alibert myślał o napisaniu opowieści o Psyche.
W opowiadaniu Andersen odwołuje się do cyklu fresków Rafaela i jego uczniów z Loggi Psyche (wł. Loggia di Psiche) w Willi Farnesina przedstawiającego mit o Psyche. W utworze powraca również motyw obserwującej wszystko Gwiazdy Porannej (duń. klareste Stjerne).

## Interpretacja
W utworze podjęta została próba głębokiej, osobistej refleksji nad sensem tworzenia. Istnieje napięcie między ziemskimi pragnieniami a aspiracjami duchowymi artysty. Sztuka jest w stanie przetrwać twórcę.

## Fabuła
Streszczenia dokonano na podstawie wersji duńskiej.
O brzasku pojawia się jasna gwiazda, która pragnie opowiedzieć historię. Gwiazda snuje opowieść o młodym włoskim artyście sprzed wieków. Rzym pełen jest ruin, kadzideł, dźwięku dzwonów i procesji. W czasach tych żyją wielcy artyści jak Rafael i Michał Anioł, których ceni nawet papież. Młody rzeźbiarz mieszka w biednym domu i pozostaje nieznany. Choć ma talent i przyjaciół, nie wierzy w siebie i niszczy swoje dzieła. Przyjaciele zarzucają mu marzycielstwo i brak doświadczenia życiowego. Młody artysta czasem bawi się z nimi, ale jego serce tęskni za wyższym pięknem. Wzrusza go piękno sztuki, dzieła dawnych mistrzów.
Pewnego dnia zauważa w pałacowym ogrodzie piękną dziewczynę. Dostrzega w niej żywą Psyche. Wraca do domu i po raz pierwszy tworzy z gliny rzeźbę, z której jest zadowolony. Przyjaciele są zachwyceni i widzą w niej dowód jego talentu. Psyche musi powstać w marmurze, a odpowiedni blok leży zaniedbany na podwórzu. Gdy dziewczyna odwiedza jego pracownię, rozpoznaje siebie w rzeźbie, a jej ojciec zleca wykonanie dzieła w marmurze.
W ubogim warsztacie panuje twórcze ożywienie. Gwiazda Poranna obserwuje, jak postępują prace w glinie. Artysta ogłasza, że życie to miłość i zachwyt nad pięknem, a nie ulotne przyjemności. Rozpoczyna rzeźbienie w marmurze, który stopniowo przybiera postać Psyche – uosobienia boskiego piękna. Psyche jest jak żywa. Gwiazda rozumie emocje i natchnienie, jakie mężczyzna odczuwa przy tworzeniu. Przyjaciele wychwalają jego rzeźbę, porównując ją do dzieł dawnych mistrzów. On sam czuje się natchniony przez Boga i wyraża wdzięczność.
Udaje się do pałacu, by poinformować, że rzeźba Psyche jest ukończona. Zachwyca się przepychem wnętrz, aż w końcu zostaje przyjęty życzliwie przez starego księcia. Spotyka młodą signorę, która oszałamia go swoim pięknem i głosem. Pod wpływem emocji wyznaje jej miłość, ale ona reaguje z dumą i oburzeniem. Upokorzony wraca do domu, ogarnięty gniewem i bólem, chce zniszczyć rzeźbę. Przyjaciel Angelo powstrzymuje go. Młodzi trafiają do austerii w ruinach starożytnych łaźni na obrzeżach Rzymu. Rzeźbiarz topi żal w alkoholu. Wśród śpiewów, muzyki i tańców pojawiają się dwie dziewczyny z Kampanii, które uczestniczą w zabawie. Artysta odczuwa w sobie płomień życia, uniesienie i przekonuje się, że dotąd żył w marzeniach.
Po powrocie do domu pada na łóżko i cierpiąc duchowa rozterkę odrzuca wcześniejsze uniesienia. Rano, niepewny rzeczywistości, przypomina sobie wydarzenia poprzedniego dnia i uświadamia sobie ich prawdziwość. Przerażony swoją nieczystością, zakrywa rzeźbę Psyche i nie potrafi już patrzeć na swoje dzieło. W samotności i milczeniu przeżywa duchowy kryzys, który pogłębia się w następnych dniach. W gorączce i rozpaczy zakopuje Psyche w ogrodzie i wypowiada pogardliwe: „Precz! W dół!”.
W chorobie odwiedza go brat zakonny Ignacy, przynosząc słowa pocieszenia i religijnej nadziei. Artysta porzuca świat, wstępuje do klasztoru i odnajduje początkowy spokój w modlitwie i prostocie. Po latach spotyka Angelo, który zarzuca mu wyrzeczenie się prawdziwego powołania. Zakonnik, rozdarty wewnętrznie, popada w rozpacz i zwątpienie. Zaczyna wątpić w sens życia. Toczy duchową walkę. Cierpi. Woła do Boga, prosząc o miłosierdzie i pomnożenie wiary. Żałuje, że zwątpił. Uznaje niepojętość własnego istnienia, Boga i całego stworzenia. Postrzega wszystko jako cud miłości. Umiera, a jego ciało zostaje pochowane wśród szczątków pobożnych zmarłych.
Po latach jego kości zostają wydobyte i ustawione w klasztornej krypcie z innymi zakonnikami. Upływają kolejne wieki, kości rozpadają się, a w jego czaszce zamieszkuje jaszczurka — jedyne życie w siedzibie dawnych myśli i marzeń. Podczas kopania grobu dla młodej zakonnicy odkryta zostaje piękna rzeźba w marmurze. Gwiazda poranna świeci na znalezisko i zachwyconych ludzi, ukazując, że to, co boskie i duchowe, przetrwa nawet zapomnienie i śmierć.

## Luźne adaptacje
- 1971 – „Andersen Monogatari”(inne języki) seria TV anime, Mushi Production, odcinek 49 (jap. プシケ)

## Galeria

Ilustracje baśni Psyche
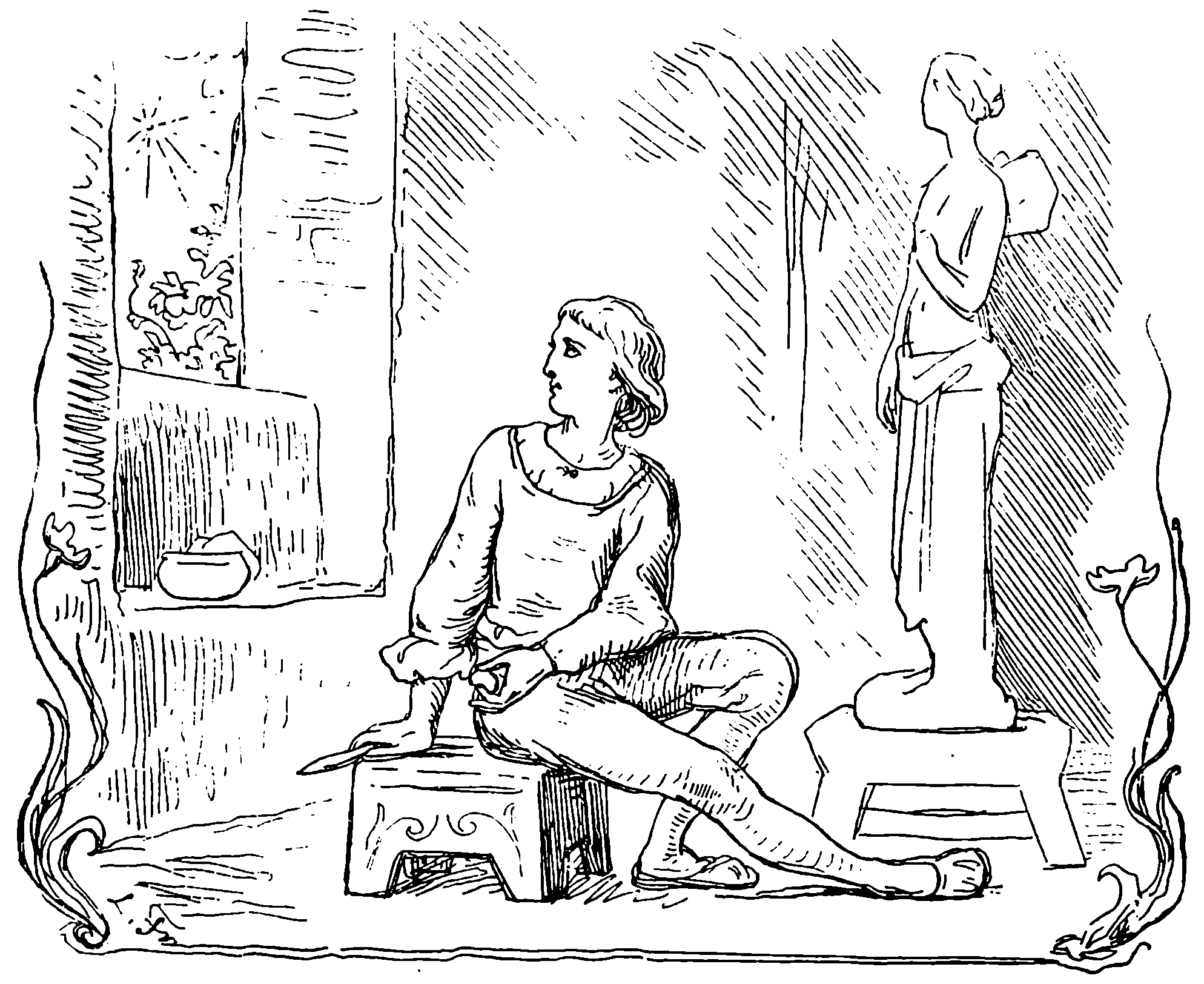
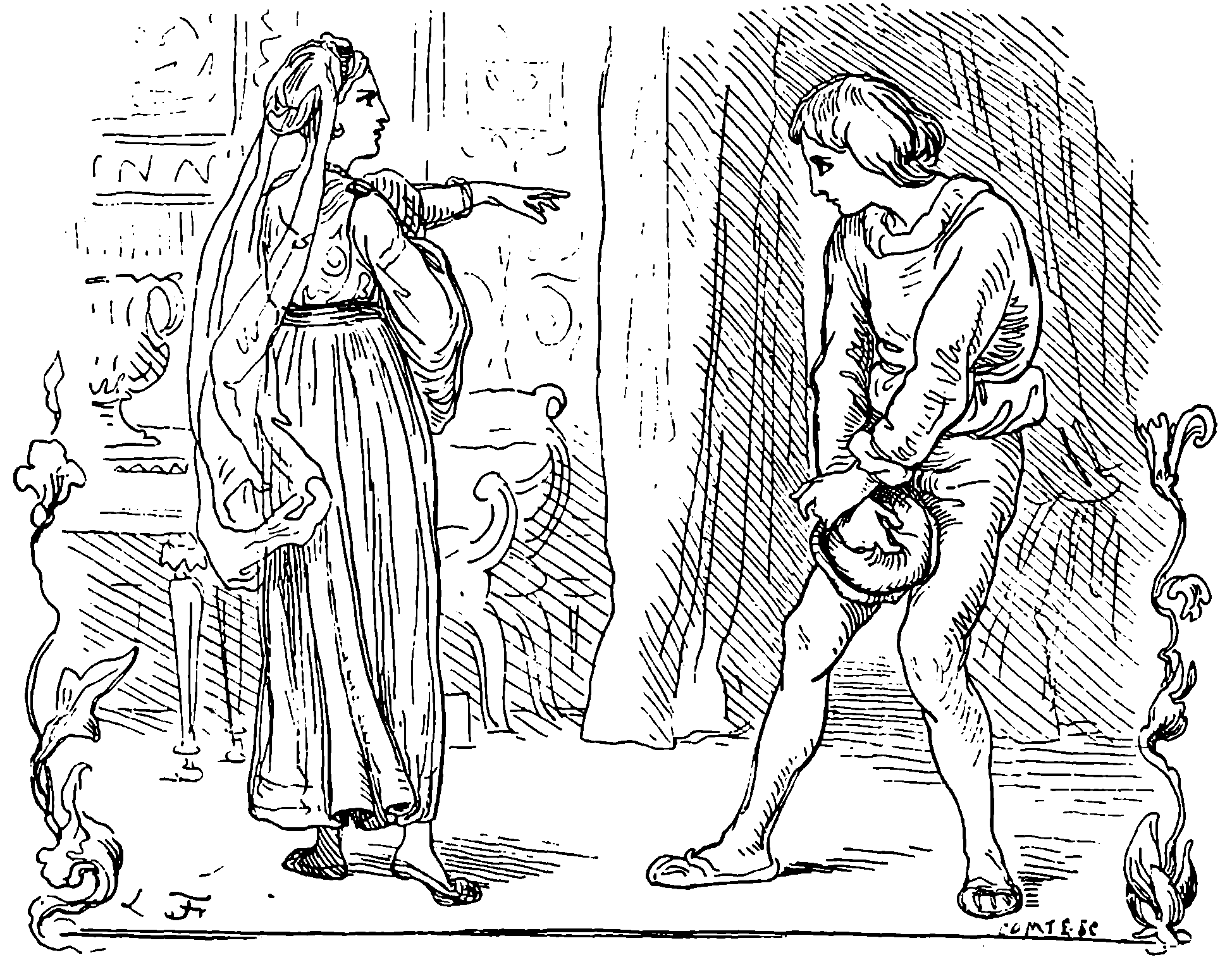
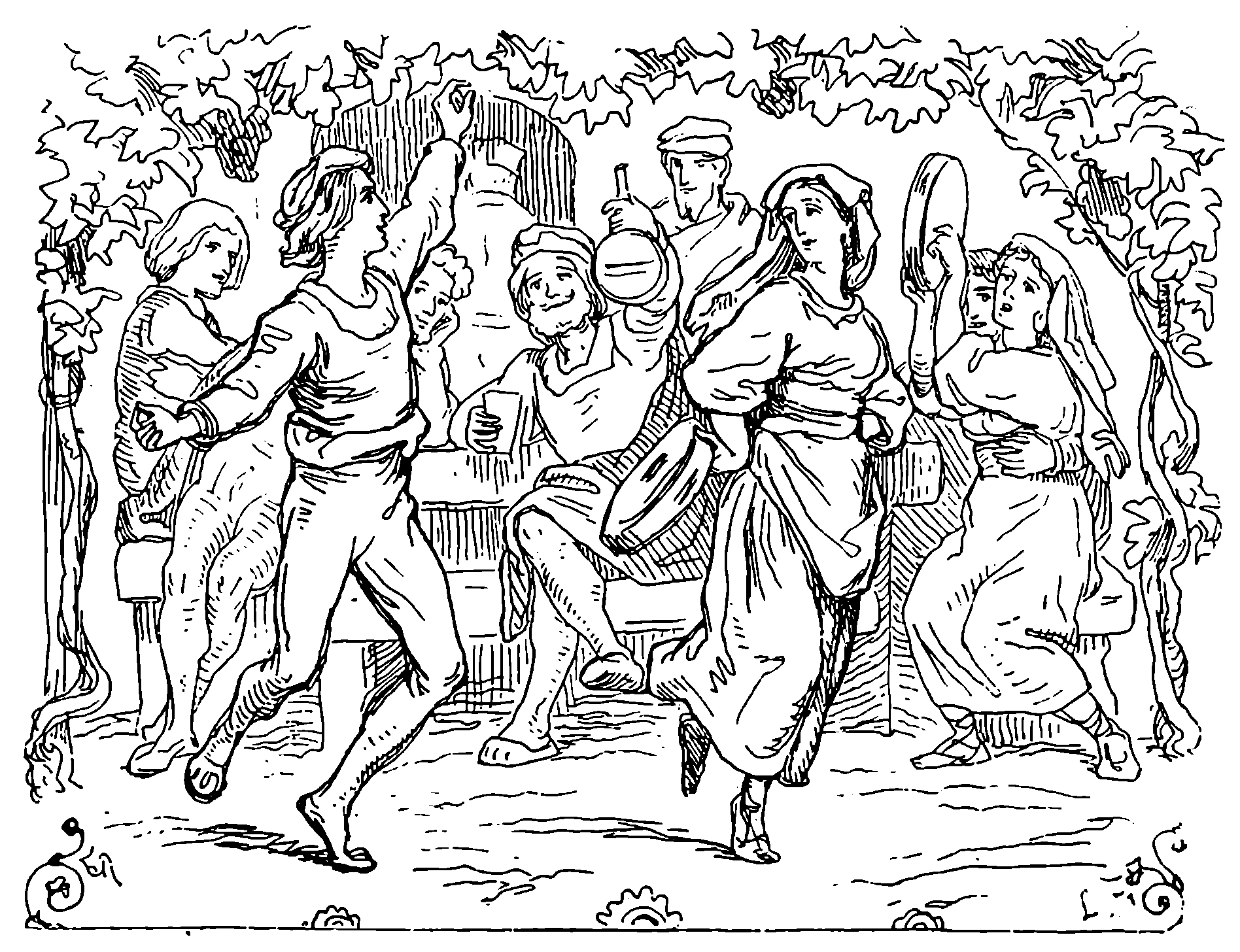
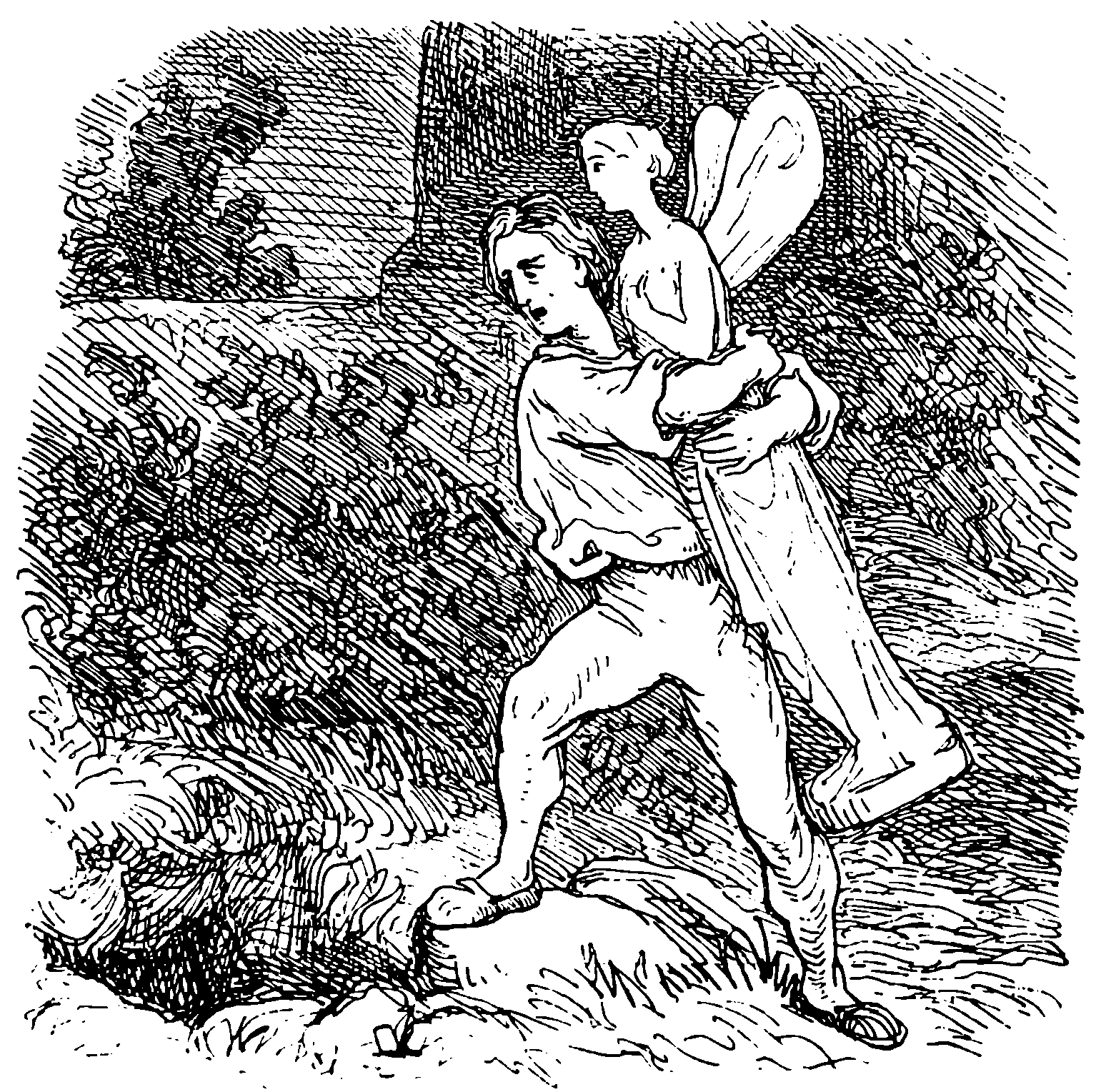
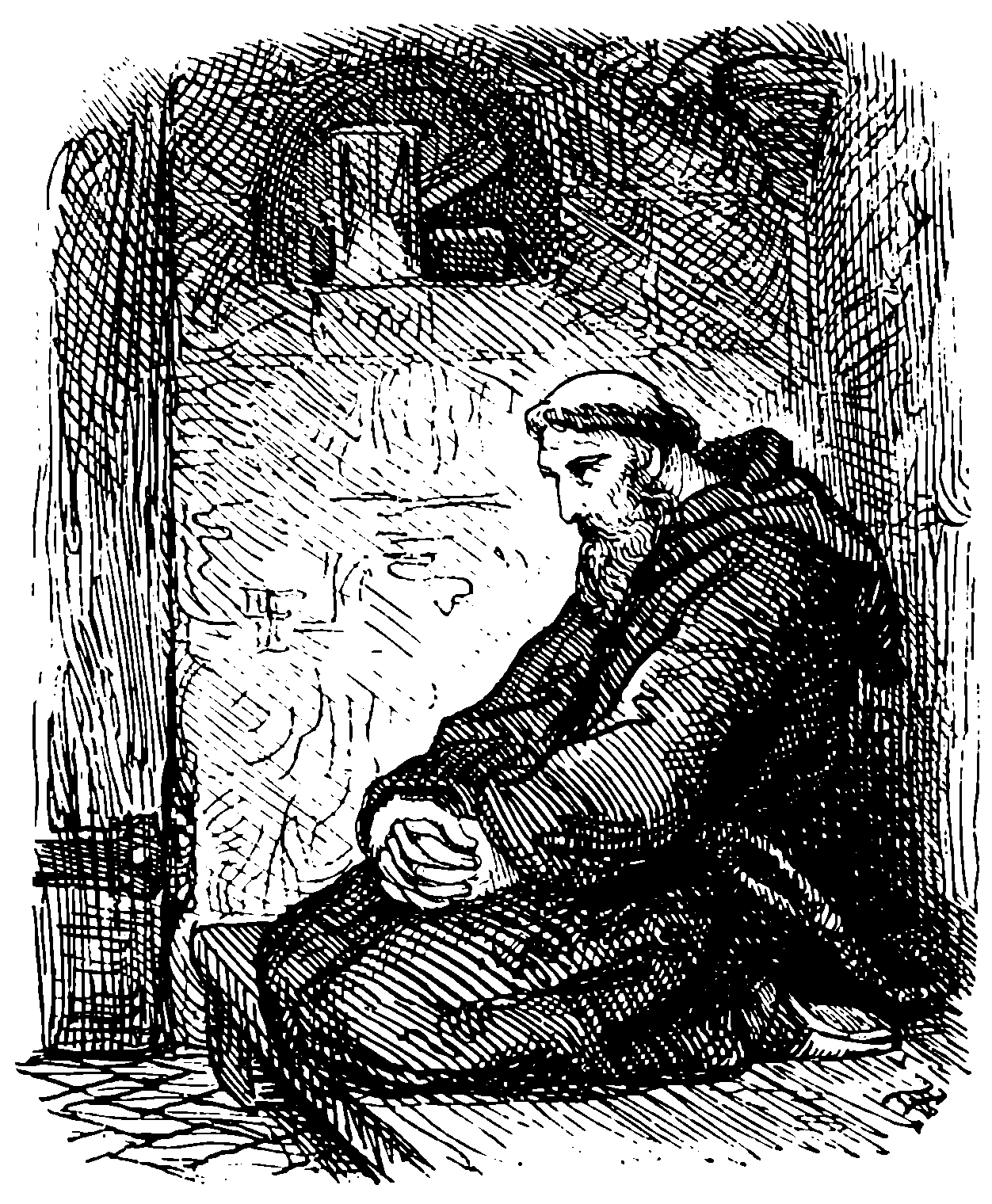